# Manuel Becerra metróállomás
Manuel Becerra metróállomás Spanyolország fővárosában, Madridban a madridi metró 2-es és 6-os vonalán.

## Metróvonalak
Az állomást az alábbi metróvonalak érintik:
- 2-es metróvonal
- 6-os metróvonal

## Kapcsolódó állomások
A metróállomáshoz az alábbi állomások vannak a legközelebb:
- Ventas (Las Rosas, 2-es metróvonal)
- Goya (Cuatro Caminos, 2-es metróvonal)
- O’Donnell (Laguna, 6-os metróvonal, külső hurok)
- Diego de León (Laguna, 6-os metróvonal, belső hurok)